# Zelfscankassa

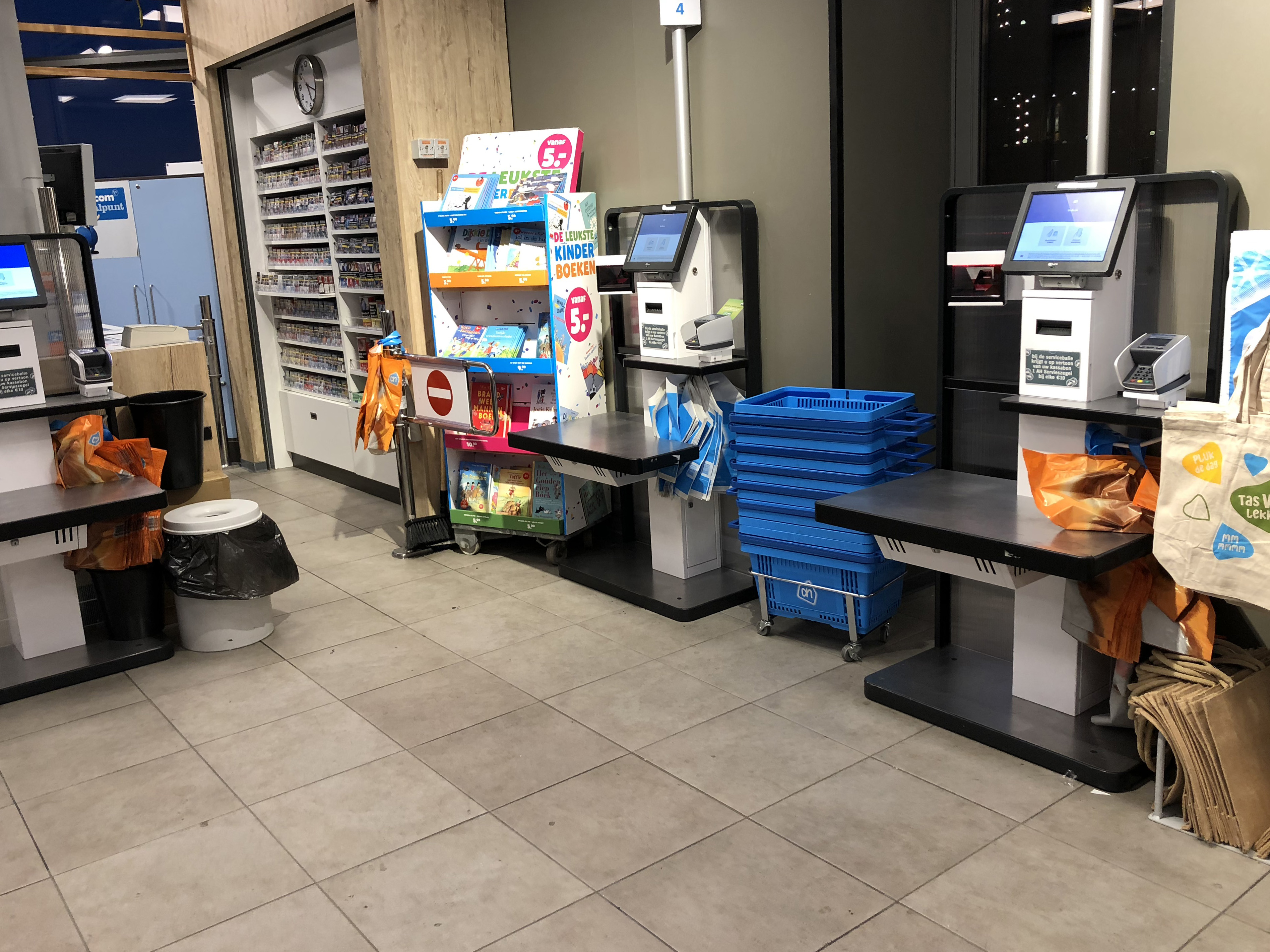
Zelfscankassa's bij een vestiging van Albert Heijn.

Een zelfscankassa is een kassa waarbij de klant zelf de producten scant in plaats van een kassamedewerker.
Hieronder wordt de Nederlandse situatie behandeld.

## Werking
Een product wordt gescand door de streepjescode van het product bij de barcodescanner te houden of omgekeerd. Zodra alle producten zijn gescand kan worden betaald bij de bijbehorende betaalautomaat. Vaak kan dat niet contant, maar in toenemende mate wel, dan echter vaak slechts bij een klein deel van de betaalautomaten.
Een ander systeem wordt toegepast bij sommige Albert Heijn- Dirk- Dekamarkt, Hoogvliet en Jumbo-supermarkten. Daar kan men (indien gewenst) de boodschappen al winkelend scannen met een handscanner of smartphone. Soms is het systeem zo dat een handscanner wordt vrijgegeven na het scannen van de klantenkaart, en men na het winkelen de handscanner in een rek plaatst, en zich bij een betaalautomaat identificeert met de klantenkaart, en daar betaalt. Een systeem zonder klantenkaart is dat een handscanner wordt vrijgegeven na het drukken op een knop, en men bij een zelfscankassa met de handscanner een handeling verricht die de gegevens overbrengt.
Bij het betalen bij een zelfscankassa krijgt men de kassabon met een barcode waarmee een hekje kan worden geopend om naar buiten te kunnen lopen.
Bij de vestigingen van AH to go kan men in toenemende mate gebruikmaken van een zelfscankassa.
Voor producten zonder streepjescode zoals losse broodjes en los fruit kan men zelf op het aanraakscherm aangeven wat men heeft en hoeveel, of met de handscanner of telefoon bij het schap een streepjescode scannen. Vervolgens kan men met pinpas betalen en indien gewenst een bon krijgen. Men kan vervolgens zo naar buiten lopen.
Het zelf wegen van groente en fruit, dat op zijn retour was, is bij de zelfscansystemen weer teruggekomen. Weegschalen printen dan een sticker die kan worden gescand.
Er wordt steekproefsgewijs gecontroleerd.

## Introductie zelfscankassa
De eerste winkels in Nederland en België hebben al sinds 1988 zelfscankassa's. Sinds 2006 experimenteren Albert Heijn en C1000 in hun testwinkels respectievelijk vierde generatieformules met zelfscankassa's. Ook Jumbo Supermarkten heeft in vele vestigingen zelfscan toegepast. Regionale keten Hoogvliet Supermarkten heeft inmiddels zelfscankassa's in meer dan de helft van haar filialen geïntroduceerd.

## Mobiel zelfscannen
Sinds ongeveer 2018 is het bij onder andere Dirk, Deka en AH mogelijk om te zelfscannen met de mobiele telefoon. Hierbij dient in de app van de supermarkt gekozen te worden voor "zelfscannen"(bij Dirk dient onder "thuisscannen" te worden gekozen voor "in de winkel") en op het Wifi-netwerk van de supermarkt te worden ingelogd. De barcodes van de boodschappen dienen dan te worden gescand met de camera van de telefoon. Om af te rekenen dient men dan de kiezen voor "afrekenen" of "betalen" en bij de zelfscankassa de barcode te scannen die op het scherm van de telefoon verschijnt. Vervolgens betaalt men met een pinpas. Het gemak van een eigen toestel en bijvoorbeeld de mogelijkheid om automatisch artikelen van een boodschappenlijst af te vinken spelen een rol bij deze toename. Ook hoeft men dan geen handscanner mee te nemen. Men kan direct beginnen met zelfscannen. In 2019 en 2020 is bij onder andere Spar getest met mobiel betalen waarmee zelfscannen met een app klantvriendelijker is geworden.

## Herkenning producten
De herkenning van de producten gebeurt elektronisch met behulp van de barcode. Daarnaast zijn er nog extra controles. Soms moeten artikelen op een band worden gelegd waaronder een weegschaal zit die het product weegt. Hierdoor kan het apparaat inschatten welk product het is en controleren dat alle producten goed gescand zijn voordat afgerekend kan worden.

## Vergelijking
Een onderzoek uit 2006 heeft aangetoond dat 60% liever geholpen wordt door een kassamedewerker dan door een zelfscankassa. Als reden wordt genoemd de "onpersoonlijke sfeer". Bovendien zijn sommige kassabedienden bang dat zij vervangen worden door zelfscankassa's.
In 2020 bieden de meeste supermarktketens in Nederland zelf scannen aan en is het gebruik van zelf scannen, met een app, een zelfscan pistool of de zelfscankassa, gemeengoed geworden. Het gebruik varieert per vestiging van de supermarkt, waarbij het gebruik bij bepaalde filialen is toegenomen tot meer dan 70%.
Volgens een zelfscankassafabrikant in het supermarktblad Distrifood doet een klant er ongeveer 6 tot 8 seconden over om een product te scannen bij een zelfscan kassa, terwijl een kassamedewerker dit in iets minder dan een seconde doet. Het gaat vooral om het gevoel sneller klaar te zijn, terwijl dit in de praktijk nauwelijks het geval is. De fabrikant vergelijkt het met het ontwijken van een file door een sluiproute te kiezen: de chauffeur denkt dat het sneller gaat, terwijl hij wellicht langer onderweg is.
Het onderzoek richt zich overigens alleen op zelf scannen bij een zelfscankassa. Ook wordt het wachten in de rij voor de kassa en het op de band plaatsen van de producten en opnieuw inladen hierbij niet meegerekend.
Als de zelfscankassa's extra kassa's zijn vergroot dat de totale afrekencapaciteit van de winkel, terwijl ze weinig personeel vergen.